# Lyddane-Sachs-Teller-Relation
Die Lyddane-Sachs-Teller-Relation (auch LST-Relation) bestimmt das Verhältnis der Eigenfrequenz einer longitudinalen optischen Gitterschwingung (Phonon) {\displaystyle \omega _{L}} eines Ionenkristalls zur Eigenfrequenz der transversalen optischen Gitterschwingung {\displaystyle \omega _{T}} für {\displaystyle k=0}, welches gleich dem Verhältnis der statischen Permittivität {\displaystyle \varepsilon _{st}} (oft auch {\displaystyle \varepsilon (0)}) zur Permittivität für Frequenzen des sichtbaren Bereichs {\displaystyle \varepsilon _{\infty }} (oft auch {\displaystyle \varepsilon (\omega _{s})}) ist.
{\displaystyle {\frac {\omega _{L}^{2}}{\omega _{T}^{2}}}={\frac {\varepsilon _{st}}{\varepsilon _{\infty }}}}
Die Lyddane-Sachs-Teller-Relation ist benannt nach Russell Hancock Lyddane (1913–2001, Physiker), Edward Teller (1908–2003, Physiker) und Robert Green Sachs (1916–1990, Physiker).